# Поляковский сельсовет (Амурская область)
Поляко́вский сельсове́т — сельское поселение в Зейском районе Амурской области.
Административный центр — посёлок Поляковский.

## История
31 октября 2005 года в соответствии с Законом Амурской области № 73-ОЗ муниципальное образование наделено статусом сельского поселения.

## Население
| 2002 | 2010 | 2011 | 2012 | 2013 | 2014 | 2015 |
| ---- | ---- | ---- | ---- | ---- | ---- | ---- |
| 452  | ↘311 | ↘310 | ↘297 | ↘289 | ↘279 | ↘266 |
| 2016 | 2017 | 2018 | 2021 |      |      |      |
| ↘265 | ↘255 | ↘249 | ↘214 |      |      |      |

## Состав сельского поселения
| № | Населённый пункт | Тип населённого пункта          | Население |
| - | ---------------- | ------------------------------- | --------- |
| 1 | Поляковский      | посёлок, административный центр | ↘249      |

### Упразднённые населённые пункты
6 июня 2011 года упразднено село Нововысокое